# Кавим
«Кавим» (ивр. קווים‎, маршруты, линии) — израильская автобусная компания, основанная в 2000 году. Компания выиграла тендер Министерства транспорта Израиля, организованный для усиления конкуренции перевозчиков в центральной части страны. Осуществляет перевозки в восточной части округа Гуш-Дана в городах Кирьят-Оно, Петах-Тиква, Ор Ехуда и других. Является главной автобусной компанией в Лоде и Явне.
В феврале 2005 года были открыты новые маршруты в городах: Афула, Бейт-Шеан, Мигдаль-ха-Эмек, Нацерет и близлежащих поселениях. Многие из действующих маршрутов были переведены из кооператива «Дан».
В июне 2006 года «Кавим» купила иерусалимскую компанию «Монийот ха-Бира» для осуществления перевозок на линии Тель-Авив-Иерусалим в маршрутных такси на 10 пассажирских мест.
«Кавим» — третья по величине транспортная компания в Израиле.

## Компания
Генеральный директор компании «Кавим» Зеэв Хорн.
Основные акционеры компании:
- Группа «Mayer’s Cars & Trucks Ltd.» — 45 %. (является импортёром Volvo);
- Транспортная компания «Horn & Leibowitz Ltd.» — 45 %;
- Оператор общественного транспорта «Nazareth Transport & Tourism Ltd.» — 10 %.

Штаб-квартира компании расположена по адресу: 52117, г. Холон, ул. Абанай, 1, а/я 1921.
| Район:               | Бикат-Оно | Афула | Петах-Тиква (2006) |
| -------------------- | --------- | ----- | ------------------ |
| Количество маршрутов | 20        | 30    | 20                 |
| Количество автобусов | 100       | 45    | 120                |
| Количество водителей | 140       | 65    | 170                |

## Подвижной состав
Большую часть парка «Кавим» составляют автобусы городского типа Volvo B7L Mercavim. Имеются также автобусы для междугородних перевозок Volvo B12B и микроавтобусы. Кроме того, незначительную часть машин составляют автобусы марки MAN, доставшиеся в наследство от компании «Дан».

## Инновации

### GPS
Все автобусы компании «Кавим» оснащены GPS-приёмниками для определения их местонахождения, а все автобусные остановки — специальным четырёхзначным кодом. Зная его, можно позвонить в автоматическую справочную службу и узнать, когда прибудет ближайший автобус в текущей транспортной обстановке в городе. Пока данная услуга возможна только для маршрутов 55 и 56.

### «Рав-Кав»

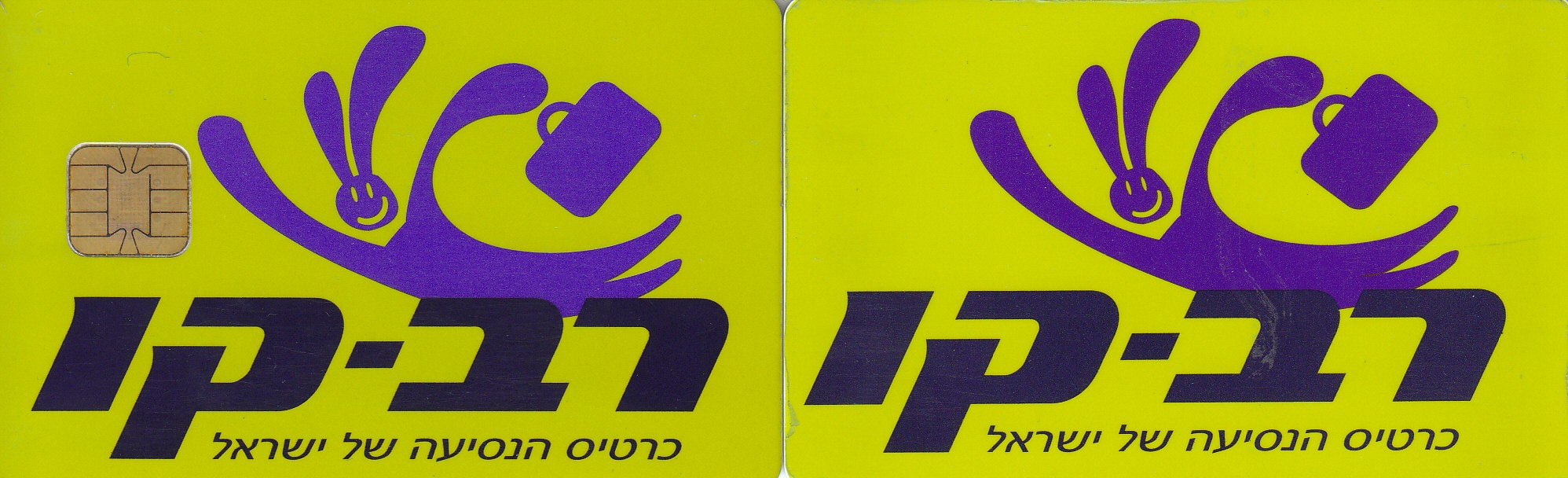
Электронные карточки «рав-кав». С интегральной микросхемой слева и без таковой — справа. Аверс.

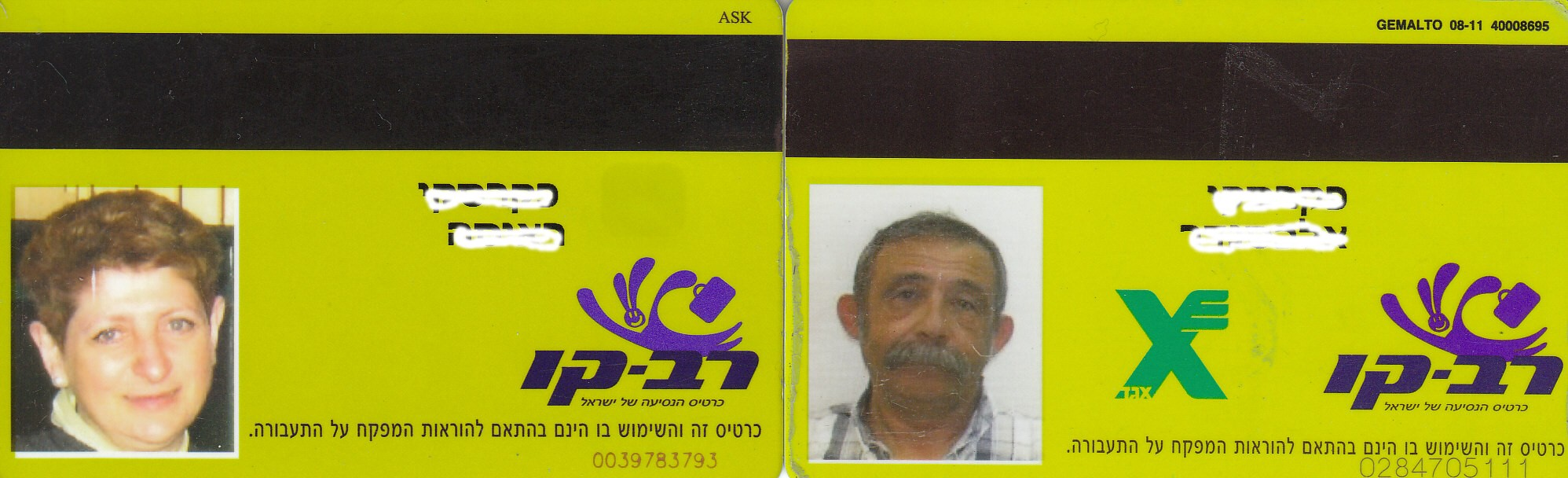
Электронные карточки «рав-кав». Реверс.

Начиная с сентября 2007 года для проезда в автобусах компании можно стало использовать смарт-карты «Рав-кав». Для этого в кассовом аппарате есть специальная прорезь. Пассажир вставляет карту, после валидации загорается зелёная лампочка, водитель даёт разрешение на проход в салон.

## Автобусные маршруты

### Ришон-ле-ЦиониИегуд
| Номер | Маршрут                                                     |
| ----- | ----------------------------------------------------------- |
| 139   | Ришон-ле-Цион — Иегуд                                       |
| 55    | Терминал «Рединг» Тель-Авив — Терминал «Римон» Кирьят Оно   |
| 56    | Терминал "Рединг" Тель-Авив — Иегуд                         |
| 59    | Терминал "2000" Тель-Авив — Ор Ехуда                        |
| 68    | ЦАВ Тель-Авив — Терминал "Римон" Кирьят Оно                 |
| 137   | Университет Тель-Авива — Иегуд                              |
| 168   | Терминал "Кармелит" Тель-Авив — Терминал «Римон» Кирьят Оно |
| 169   | Терминал «2000» Тель-Авив — Ганей-Тиква                     |

### Петах-ТикваиРош-ха-Аин
| Номер | Маршрут                                                                      |
| ----- | ---------------------------------------------------------------------------- |
| 1     | Рош-ха-Аин, терминал возле кладбища — ж.д. станция Кесем                     |
| 7     | Рош-ха-Аин, терминал возле кладбища — Петах-Тиква, торговый центр ул. Базель |
| 10    | Петах-Тиква, Электрокомпания — Петах-Тиква, район Йосефталь                  |
| 16    | Петах-Тиква, мед. центр «Рабин» — Петах-Тиква, мед. центр «Рабин»            |
| 17    | Рош-ха-Аин, терминал возле кладбища — Петах-Тиква, центр. авт. станция       |
| 21    | Петах-Тиква, центр. авт. станция — Петах-Тиква, центр. авт. станция          |
| 22    | Петах-Тиква, Электрокомпания — Петах-Тиква, больница «Бейт-Ривка»            |
| 23    | Петах-Тиква, центр. авт. станция — Петах-Тиква, больница «Бейт-Ривка»        |
| 24    | Петах-Тиква, центр. авт. станция — Петах-Тиква, больница «Бейт-Ривка»        |
| 25    | Петах-Тиква, центр. авт. станция — Петах-Тиква, центр. авт. станция          |
| 27    | Рош-ха-Аин, терминал возле кладбища — Петах-Тиква, Электрокомпания           |
| 30    | Петах-Тиква, центр. авт. станция — Петах-Тиква, мед. центр «Рабин»           |
| 31    | Петах-Тиква, центр. авт. станция — Петах-Тиква, центр. авт. станция          |
| 41    | Петах-Тиква, центр. авт. станция — Петах-Тиква, район Кирьят-Маталон         |
| 45    | Петах-Тиква, центр. авт. станция — Петах-Тиква, Электрокомпания              |
| 53    | Петах-Тиква, центр. авт. станция — Петах-Тиква, центр. авт. станция          |
| 62    | Петах-Тиква, мед. центр «Рабин» — Петах-Тиква, мед. центр «Рабин»            |
| 67    | Петах-Тиква, центр. авт. станция — ж.д. станция «Сгула»                      |
| 83    | Петах-Тиква, центр. авт. станция — Сдей Хэмэд                                |
| 84    | Петах-Тиква, центр. авт. станция — Мацор                                     |
| 85    | Петах-Тиква, центр. авт. станция — Шохам                                     |
| 87    | Петах-Тиква, центр. авт. станция — Тель-ха-Шомер                             |
| 89    | Петах-Тиква, центр. авт. станция — киббуц Нахшоним                           |
| 91    | Петах-Тиква, центр. авт. станция — район Кфар-Сиркин                         |
| 96    | Петах-Тиква, район Рамат Сив — Петах-Тиква, район Рамат-Сив                  |
| 98    | Петах-Тиква, Электрокомпания — Петах-Тиква, Электрокомпания                  |
| 99    | Петах-Тиква, центр. авт. станция — Петах-Тиква, центр. авт. станция          |
| 187   | Петах-Тиква, район Адар-Ганим — Тель-ха-Шомер                                |